# Harmadik pun háború
A harmadik pun háború a Római Köztársaság és Karthágó között zajlott háború, mely véget vetett Karthágó fennállásának.
A Karthágó és a római szövetséges Massinissa numidiai király között keletkezett viszályban Róma döntőbíróként lépett fel. Miután kiszolgáltatták minden hadieszközüket, olyan teljesíthetetlen feltételeket kaptak (rombolják le a városukat és a parttól 10 mérföldnyire építsék újjá), amelyre csak elutasítás lehetett a válasz. Ezzel Kr. e. 149-ben elkezdődött az újabb háború Róma és Karthágó között. 
A szülővárosukat elszántan védő punok az első római kísérleteket a város elfoglalására mind a tenger, mind a szárazföld felől visszaverték. Az Uticáig hátráló római inváziós erőkre a Haszdrubal vezette karthágóiak Kr. e. 148-ban nyílt ütközetben mértek vereséget.
A következő évben Scipio Aemilianus vette át a légiók parancsnokságát. Scipio a kikötőért vívott két kulcsfontosságú csata megnyerésével, valamint Haszdrubal nepheriszi táborának a megsemmisítésével megpecsételte Karthágó sorsát. Az ostromlók súlyos utcai harcokban jutottak el a védelem utolsó támpontját jelentő fellegvárig. A punok sok esetben a megadás helyett inkább a halált választották: az Esmun-szentély védői például magukra gyújtották a templomot. Végül a várost a rómaiak Kr. e. 146-ban foglalták el. 
Karthágót a rómaiak lerombolták, az életben maradt lakosságát rabszolgának eladták, a város birtokainak egy részét Africa néven provinciává szervezték, másik részét Numidia kapta meg.